# (1002) Ольберсия
(1002) Ольберсия (нем. Olbersia) — небольшой астероид главного пояса, который был открыт 15 августа 1923 года советским астрономом Владимиром Альбицким в Симеизской обсерватории и назван в честь немецкого врача и астронома, первооткрывателя астероидов (2) Паллада и (4) Веста — Генриха Ольберса.

Орбита астероида Ольберсия и его положение в Солнечной системе
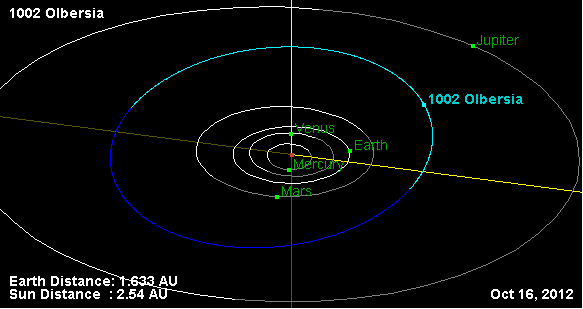
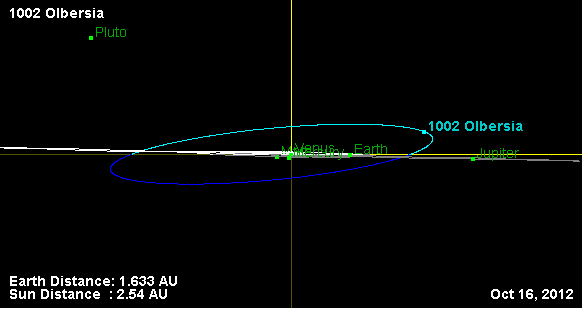